# 바라암
《바라암》은 1982년 9월 11일에 방영된 TV문학관이다.

## 출연
- 임성민
- 이미경
- 김진해
- 김인태
- 오현경
- 정해창
- 전원주
- 김일란
- 안광진
- 조재훈
- 박현정
- 이나야
- 이두섭
- 김진란
- 정인숙
- 송학수
- 신상준